# Tornade (film, 1954)
Pour les articles homonymes, voir Tornade (homonymie).
Pour plus de détails, voir Fiche technique et Distribution.
Tornade (Passion) est un film américain d'Allan Dwan, sorti en 1954.

## Synopsis
L'action se situe dans la Californie du XIXe siècle, alors placée sous la souveraineté de l'État mexicain. Un éleveur, Juan Obreon, de retour des montagnes, apprend que sa fiancée Rosa a accouché d'un nourrisson durant son absence. L'heureuse nouvelle émane de Gaspar Mello. Celui-ci est le père de Rosa et loue une partie de ses terres à Juan. Gaspar ne détient aucun titre légal de propriété et ses droits ne s'exercent qu'en vertu d'un accord oral. Or, le fils de l'ancien propriétaire, Don Domingo, veut maintenant le chasser du domaine. Gaspar s'oppose à ses volontés. Cinq hommes payés par Don Domingo incendient alors sa maison avant de le tuer avec son épouse. La fiancée d'Obreon ayant reconnu un des tueurs est, à son tour, abattue. Juan Obreon et Tonya, la sœur de Rosa Melo, partent à le recherche des assassins. Dans une taverne, celle-ci reconnaît la voix d'un des criminels. 
Mais, le capitaine Rodriguez, officier de l'ordre, argue qu'il ne peut arrêter la bande, faute de preuves suffisantes. Assoiffé de vengeance, Obreon poursuit l'homme que Rosa a identifié. Un duel au couteau s'ensuit dans lequel Juan prend l'avantage et oblige le tueur à donner le nom de ses acolytes. Mais, il sort également un couteau dissimulé sous sa botte et Juan, en état de légitime défense, est contraint de le tuer. Le policier Rodriguez et son adjoint arrivent sur les lieux. Alors que tout accuse Juan, Tonya plaide pour sa version des faits. Indulgent, Rodriguez le laisse prendre la fuite... Pourtant, Juan Obreon, possédé par l'esprit de vengeance - il pense que son enfant a lui aussi été assassiné -, traque les meurtriers un à un et les tue selon la même méthode. 
L'ultime survivant, Salvador Sandro, cherche, de son côté, à franchir la frontière.

## Fiche technique
- Titre : Tornade
- Titre original : Passion
- Réalisation : Allan Dwan
- Scénario : Beatrice A. Dresher et Józef Lejtes d'après une histoire Beatrice A. Dresher, Miguel Padilla et Józef Lejtes
- Adaptation : Howard Estabrook
- Production  : Benedict Bogeaus
- Société de production : Benedict Bogeaus Production (Filmcrest Productions)
- Distribution : RKO Radio Pictures
- Musique : Louis Forbes et Howard Jackson (non crédité)
- Photographie : John Alton
- Montage : James Leicester et Carlo Lodato
- Direction artistique : Van Nest Polglase
- Décors : John Sturtevant
- Costumes : Gwen Wakeling
- Pays d'origine : États-Unis
- Format : Couleur (Technicolor) - 35 mm - 1,85:1 - Son : Mono (RCA Sound Recording)
- Genre : Western
- Durée : 84 minutes
- Dates de sortie : 10 décembre 1954 (États-Unis)
- Dates de sortie : 
  - États-Unis : 6 octobre 1954
  - France : 1er juillet 1955

## Distribution
- Cornel Wilde (VF : Roland Ménard )  : Juan Obreon
- Yvonne De Carlo : Rosa Melo / Tonya Melo
- Raymond Burr  (VF : Jean Davy) : Capitaine Rodriguez
- Lon Chaney Jr.  (VF : Serge Nadaud) : Castro
- Rodolfo Acosta : Salvator Sandro
- John Qualen (VF : Paul Villé)  : Gaspar Melo
- Anthony Caruso  (VF : Claude Péran) : Sergent Muñoz
- Frank DeKova : Martinez
- Robert Warwick : le Padre
- John Dierkes : Escobar
- Stuart Whitman : Bernal
- James Kirkwood (VF : Émile Drain) :Don Rosendo
- Richard Hale  (VF : Pierre Asso) : Don Domingo
- Alex Montoya : Manuel Felipe
- Belle Mitchell (non créditée) : Señora Carrisa

## Autour du film
Dwan accepte cette commande émanant du producteur Bogeaus alors qu'ils sont brouillés ; on fait appel à lui pour remplacer au pied levé un premier réalisateur [...] jugé incompétent.

## Commentaires
Élogieux à l'égard de Silver Lode et des films de la série Benedict Bogeaus/Allan Dwan, Jacques Lourcelles écrit qu'avec Passion, le réalisateur « filme une "tragédie optimiste" comme il les aime, un poème raffiné et délicat sur le thème du bonheur perdu puis retrouvé (du moins en partie). »
Par ailleurs, il estime que le film est plastiquement « une superbe réussite, Dwan recréant avec son chef-opérateur, John Alton, l'ancienne Californie sous domination mexicaine, dans une vision picturale où l'architecture, les éclairages et le moindre détail de la décoration intérieure expriment une atmosphère de luxe paisible et rustique, d'élégance et de nostalgie. »
Or, cette mise en scène n'a guère nécessité force moyens. « Juste avant le début du tournage », explique Allan Dwan, « nous faisions en voiture (Bogeaus et moi) le tour de tous les studios de la ville et visitions les plateaux, les décors de toutes les productions en cours. Et si quelque chose nous plaisait, nous nous arrangions pour le louer [...]. Avec un budget de 50 000 dollars pour les décors, il faut économiser, emprunter, tricher [...] Nous avons loué pour cinq mille dollars un décor qui en aurait coûté trois cent mille à construire. [...] Sur l'écran, on aurait dit qu'une fortune avait été dépensée pour l'édification de ces décors. En fait, elle l'avait été, mais par un autre ! »